# Rebutia pauciareolata

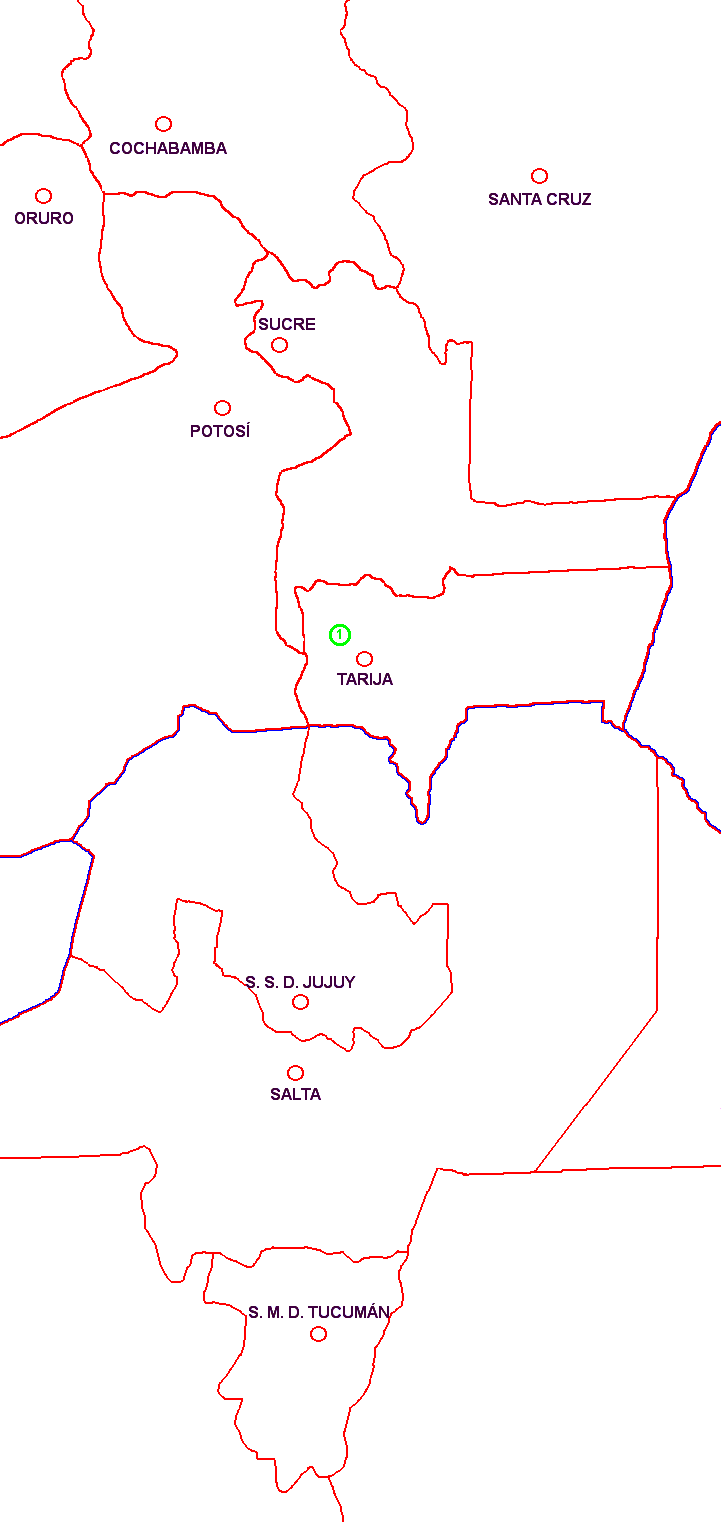
Mapa rozšíření R. pauciareolata

Rebutia pauciareolata je velmi zajímavý a pěstitelsky vděčný druh rodu rebucie s neobvykle zbarvenými květy. Druh byl pojmenován podle svých charakteristických areol, pauciareolatus znamená s malými areolami nebo s také s málo početnými areolami, a tohoto druhu se týká obojí.

## Rebutia pauciareolataRitter
Ritter, Friedrich; Kakteen und andere Sukkulenten, 28: 77, 1977
Sekce Digitorebutia, řada Atrovirens

### Popis
Stonek jednotlivý, 10 - 12 mm široký, jen málo protáhlý, s krátkým kuželovitým řepovitým kořenem, v kultuře i trsovitý, až 25 mm široký; pokožka lesklá, olivově zelená, při vyšším oslunění s fialovým nádechem. Žeber 10 - 13, přímá nebo mírně spirálovitá, hluboko rozložená do podlouhlých, 2 - 3 mm vysokých hrbolků; areoly úzké, 1 mm dlouhé, téměř holé, asi 5 mm navzájem vzdálené. Trny jen okrajové, 4 - 8, tenké, nahnědlé až hnědé, se světlejší bází, šednoucí, 2 - 4 mm dlouhé, paprskovitě rozložené a ohnuté k tělu.
Květy hluboko postranní, 30 - 45 mm dlouhé, široce nálevkovitě otevřené; květní lůžko kulovité, 3 - 5 mm široké, načervenalé až červenohnědé, s bělavými až zelenými, 0,5 - 1,5 mm dlouhými šupinami, bílou vlnou a někdy 1 bělavou vlasovou štětinou na areolu; trubka ve spodní části 3 - 10 mm srostlá s čnělkou, nad tím nálevkovitá, 7 - 8 mm dlouhá, nahoře 5 - 10 mm široká, uvnitř uvnitř světle karmínová, vně nazelenalá až červenohnědá, pokrytá jako květní lůžko; okvětní lístky 13 - 15 mm dlouhé, 4 - 7 mm široké, kopisťovité, nahoře zaokrouhlené, tmavě fialově červené, vnější purpurové s nazelenalým středním proužkem; nitky fialově červené, 8 - 12 mm dlouhé, rovnoměrně nasazené, prašníky malé, okrouhlé, bledě žluté; čnělka světle zelená, s 5 - 8 zelenožlutými až světle žlutými, 2 - 3 mm dlouhými rameny blizny ve výšce nejvyšších prašníků. Plod kulovitý, asi 6 mm široký, s bílou vlnou a vlasovými štětinami. Semena černohnědá, 1,0 x 0,8 mm velká, velmi jemně hrbolatá.

### Variety a formy
Variety ani formy nebyly popsány, jako R. pauciareolata byl označen jen typový sběr FR 1121, jinak tento druh dosud asi nebyl znovu sbírán. Rostliny s tímto označením jsou velmi jednotné a charakteristické, snad jen sytost fialové ve vybarvení okvětních plátků do určité míry kolísá.

### Výskyt a rozšíření
Jako místo typového sběru R. pauciareolata bylo F. Ritterem uvedeno San Antonio (Bolívie, departament Tarija, provincie Mendez), s doplňujícím údajem velmi vysoké horské polohy. Na společném nalezišti s R. brunneoradicata bylo podle něho možno vzácně nalézt i vzájemné přírodní křížence těchto dvou druhů.